# Trøndelag
Trøndelag (urbano vzhodnonorveško [ˈtrœ̂ndəˌlɑːɡ]; južnosamijsko Trööndelage) je okrožje v osrednjem delu Norveške. Ustanovljeno je bilo leta 1687, takrat imenovano okrožje Trondhjem (norveško Trondhjems Amt); leta 1804 je dansko-norveški kralj razdelil okrožje na Nord-Trøndelag in Sør-Trøndelag, ki pa sta bili ponovno združeni leta 2018 po glasovanju obeh okrožij leta 2016.
Največje mesto v Trøndelagu je mesto Trondheim. Upravno središče je Steinkjer, medtem ko Trondheim deluje kot urad okrožnega župana. Obe mesti opravljata funkcijo župana okrožja; vendar ima Steinkjer glavne funkcije.
Okrožje Trøndelag in sosednje okrožje Møre og Romsdal skupaj tvorita tako imenovano osrednjo Norveško. Oseba iz Trøndelaga se imenuje Trønder. Za narečje, ki se govori na tem območju, trøndersk, je značilno, da izpade večina samoglasniških končnic.
Trøndelag je ena najbolj rodovitnih regij na Norveškem z veliko kmetijsko proizvodnjo. Večina proizvodnje konča v norveškem zadružnem sistemu za meso in mleko, vendar so kmetijski proizvodi stalno rastoče podjetje.

## Ime
Staronordijska oblika imena je bila Þrǿndalǫg. Prvi element je rodilnik množine þrǿndr, ki pomeni 'oseba iz Trøndelaga', medtem ko je drugi lǫg (množina lag, ki pomeni 'zakon; okrožje/ljudje z običajnim pravom'. Vzporednica ime za isto okrožje je bilo Þróndheimr, kar pomeni 'domovina (heim) þrǿndr'. Þróndheimr je morda starejši, saj ima prvi element obliko korena brez preglasa.

## Zgodovina
Ljudje so na tem območju živeli že tisočletja. V zgodnji železni dobi je bil Trøndelag razdeljen na več majhnih kraljestev, imenovanih fylki. Različni fylki so imeli skupno pravo in zgodnji parlament ali thing. Imenoval se je Frostating in je potekal na polotoku Frosta. Nekateri menijo, da je to prva prava demokracija.
V času po Håkonu Grjotgardssonu (838-900 - prvi grof Lade in zaveznik Haralda Lepolasega, norveškega kralja) je Trøndelagu vladal grof Lade. Lade je bil v vzhodnem delu Trondheima in meji na Trondheimsfjord. Močni Jarls Lade so še naprej igrali zelo pomembno politično vlogo na Norveškem do leta 1030.
Jarls Lade (Ladejarl) so bili:
- Håkon Grjotgardsson, prvi grof Lade.
- Sigurd Håkonsson, sin Håkona. Ubil Harald Greyhide.
- Håkon Sigurdsson, sin Sigurda. Zarotil se je s Haraldom Modrozobim proti Haraldu Greyhideu in nato postal vazal Haralda Modrozobega in v resnici neodvisen vladar Norveške. Po prihodu Olafa Trygvasona je Håkon hitro izgubil vso podporo in leta 995 ga je ubil njegov lastni suženj Tormod Kark.
- Eirik Håkonsson, sin Håkona. Skupaj s svojim bratom Sveinom je bil guverner Norveške pod danskim Sveinom Forkbeardom od 1000 do 1012.
- Håkon Eiriksson, sin Eirika. Guverner Norveške pod danskim Sveinom Forkbeardom od 1012 do 1015.

Trøndelag (skupaj z deli Møre og Romsdala) je bil leta 1658 za kratek čas prepuščen Švedski v pogodbi iz Roskildeja, vladal mu je kralj Karel X. Gustav, dokler ni bil vrnjen Dansko-Norveški po pogodbi v Københavu leta 1660. V tem času je Švedi so v Trøndelagu vpoklicali 2000 moških in prisilili mlade fante do 15. leta, da so se pridružili švedski vojski, ki se je bojevala proti Poljski in Brandenburgu. Karel X. se je bal, da se bodo Trønderji dvignili proti svojim švedskim okupatorjem, in menil, da je pametno velik del mož zadržati stran. Samo približno ena tretjina moških se je kdaj vrnila na svoje domove; nekateri izmed njih so se bili prisiljeni naseliti v takratnem švedskem vojvodstvu Estoniji, saj so Švedi mislili, da bodo tam lažje vladali Trønderjem, pri čemer so uporabljali starodavno pravilo deli in vladaj.
Jeseni 1718 med veliko severno vojno je generalu Carlu Gustafu Armfeldtu švedski kralj Karel XII. ukazal, naj vodi švedsko vojsko 10.000 mož v Trøndelag in zavzame Trondheim. Zaradi slabih oskrbovalnih linij nazaj na Švedsko je morala Armfeldtova vojska živeti od zemlje, kar je ljudem v regiji povzročilo veliko trpljenje. Armfeldtova kampanja je propadla: branilcem Trondheima je uspelo odbiti njegovo obleganje. Ko je bil Karel XII. ubit pri obleganju Fredrikstena na jugovzhodu Norveške, so Armfeldtu ukazali vrniti se na Švedsko. Med umikom, ki je sledil, je njegovih 6000 preživelih izčrpanih in sestradanih Karolejcev zajela huda snežna nevihta. Na tisoče Karolčanov je zmrznilo do smrti v norveških gorah, na stotine drugih pa je bilo pohabljenih za vse življenje.

## Uprava
Okrožje upravlja okrožna občina Trøndelag. Mesto Steinkjer je sedež okrajnega glavarja in okrajne uprave. Vendar imata tako guverner okrožja kot občina Trøndelag tudi urade v Trondheimu.
Okrožje nadzira 41 srednjih šol, vključno z devetimi zasebnimi šolami. Šest šol ima več kot 1000 učencev: štiri v Trondheimu ter višja srednja šola Steinkjer in višja srednja šola Ole Vig v Stjørdalshalsenu. Okrožje ima deset ljudskih srednjih šol, z enajsto ljudsko srednjo šolo, odprto v Rørosu.
Okrožje je nadalje razdeljeno na več geografskih regij:
- Namdal, večja dolina reke Namsen
- Fosen, polotok Fosen in okolica
- Inherred, območja, ki obkrožajo notranji Trondheimsfjorden
- Stjørdalen, dolina Stjørdalen
- Regija Trondheim, območja, ki obdajajo veliko mesto Trondheim
- Gauldalen, dolina reke Gaula
- Orkdalen, dolina reke Orkle

## Geografija
Ob obali na jugozahodu so največji norveški otoki južno od arktičnega kroga, vključno Hitra in Frøya. Širok in dolg Trondheimsfjord je glavna značilnost, nižine, ki obkrožajo fjord, pa so med najpomembnejšimi kmetijskimi območji na Norveškem. Na skrajnem jugu sta gorski verigi Dovrefjell in Trollheimen, na jugovzhodu pa visokogorje in gorske planote, kjer je Røros. Najvišja gora je 1985 metrov  visok Storskrymten, ki je na meji okrožja med Møre og Romsdal, Innlandet in Trøndelag. Severno od Trondheimsfjorda je velik polotok Fosen, kjer je Ørland na jugozahodnem koncu. Več dolin teče proti severu ali zahodu, da se sreča s fjordom, z reko v njegovem središču, kot so Meldal, Gauldal, Stjørdal, Verdal. Severneje je dolg Namdalen z največjo reko Namsen, Namsos pa je tam, kjer se reka sreča s fjordom Namsen. Reke so med najboljšimi rekami z lososom v Evropi, zlasti Namsen, Gaula in Orkla. Na severozahodnem delu regije je arhipelag Vikna s skoraj 6000 otoki in otočki.
V regiji je veliko narodnih parkov, vključno: narodni park Dovrefjell–Sunndalsfjella, narodni park Forollhogna, narodni park Skarvan in Roltdalen, narodni park Femundsmarka in narodni park Børgefjell.

### Podnebje
Trøndelag je ena od regij na Norveškem z največjimi podnebnimi spremembami - od oceanskega podnebja z milimi in bolj vlažnimi zimami ob obali do zelo mrzlih zim v jugovzhodnem notranjem višavju, kjer je Røros edino mesto v južni in osrednji Norveški, ki ima zabeleženih –50 °C. Prva nočna zmrzal (povprečna temperatura pod –0 °C jeseni je 24. avgusta v Rørosu, 9. oktobra na letališču Trondheim Værnes in šele 20. novembra v Suli v Frøyi. Večina nižinska območja v bližini fjordov imajo vlažno celinsko podnebje (ali oceansko, če se kot zimski prag uporablja -3C), medtem ko imajo najbolj oceanska območja ob obali zmerno oceansko podnebje z vsemi mesečnimi povprečji nad 0 °C. Notranje doline, hribi in višavja pod gozdno mejo imajo borealno podnebje s hladnimi zimami in krajšimi poletji, vendar še vedno z možnostjo vročih poletnih temperatur. Nad drevesno mejo je alpska tundra.

### Občine
V Trøndelagu je 38 občin:
Trondheim, Steinkjer, Namsos, Frøya, Osen, Oppdal, Rennebu, Røros, Holtålen, Midtre Gauldal, Melhus, Skaun, Malvik, Selbu, Tydal, Meråker, Stjørdal, Frosta, Levanger, Verdal, Snåsa, Lierne, Røyrvik, Namsskogan, Grong, Høylandet, Overhalla, Flatanger, Leka, Inderøy, Indre Fosen, Heim, Hitra, Ørland, Åfjord, Orkland, Nærøysund, Rindal.

## Kmetijstvo
Trøndelag je prekrit z rodovitno zemljo, zlasti v nižinah, ki obdajajo Korsfjord, Trondheimsfjord, Borgenfjord in Beitstadfjord. Trøndelag je tretje največje okrožje na Norveškem po kmetijskih zemljiščih s svojimi 1789 kvadratnimi kilometri in ima drugo največjo proizvodnjo mesa s skupno skoraj 75 000 tonami leta 2022. V okrožju je tudi največ krav molznic, zato ima največjo proizvodnjo mleka, največ pa pridela občina Steinkjer.
Leta 2018 je bil Trøndelag največji ponudnik govejega, piščančjega mesa, mleka in jajc, saj je proizvedel 21,1 % celotne proizvodnje mleka, 18,9 % vse govejega mesa, 28,7 % vsega piščanca, 23,5 % vseh jajc, 13,2 % žit in 23,2 % vsega sena, pridelanega na Norveškem. Trøndelag je v veliki meri podeželsko okrožje, v katerem živi le 8,7 % norveškega prebivalstva.
Trøndelag je izvor več živalskih pasem, najbolj znani sta siva troenderska ovca in troendersko govedo.